# イポス

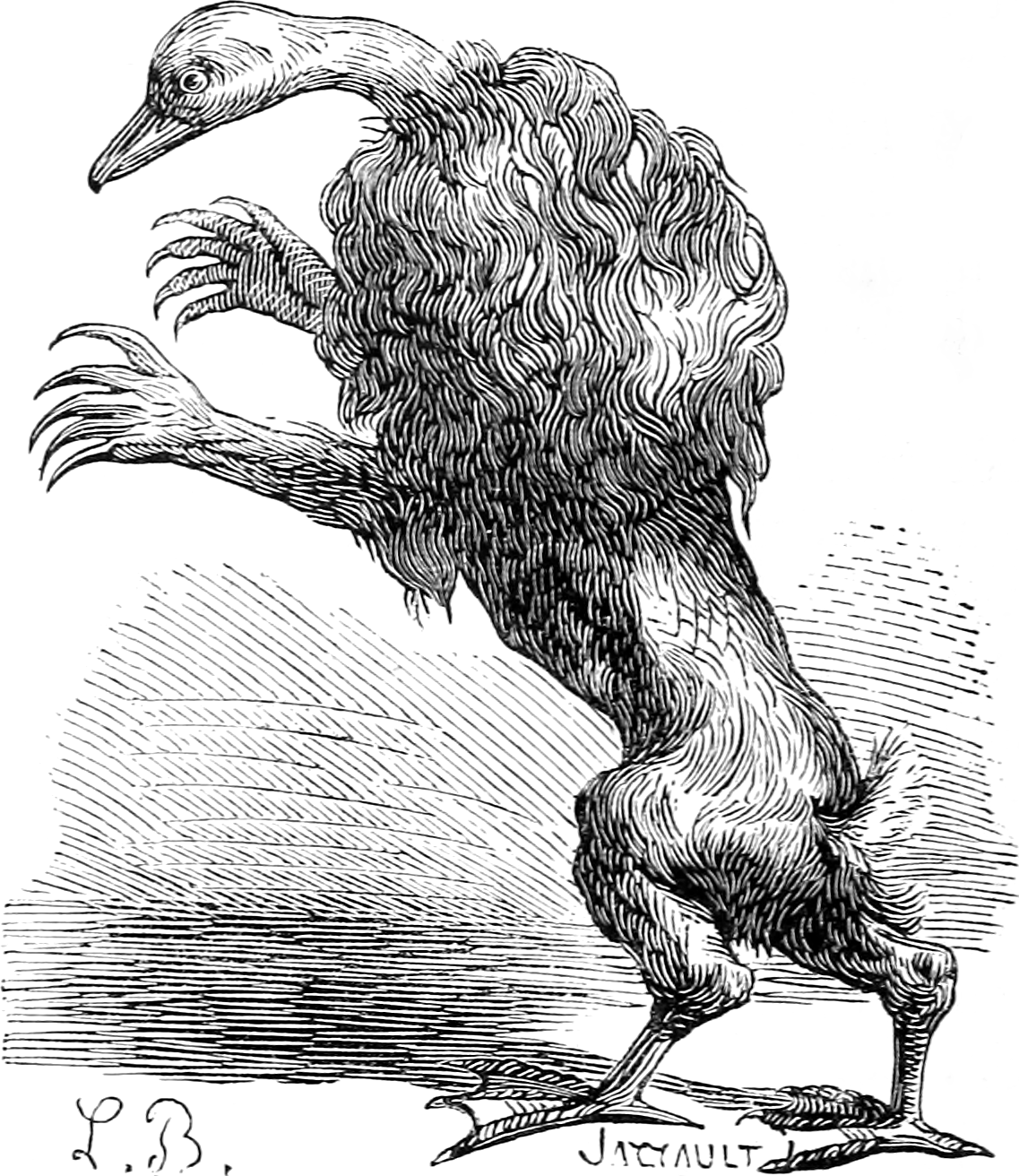
『地獄の辞典』に描かれたイポス

イポス（Ipos）は、悪魔学における悪魔の一人。

## 概要
イペス（Ipes）、アイポロス（Ayporos）、アイペロス（Ayperos）とも呼ばれる。『ゴエティア』によると、36の軍団を指揮する序列22番の伯爵にして君主。
『大奥義書』によれば、ネビロスの支配下にあるという。
召喚されると、ライオンの頭、ガチョウの足、ウサギの尻尾を持った天使の姿で現れるという。コラン・ド・プランシーの『地獄の辞典』では、ガチョウの頭と脚、ウサギの尻尾を持ったライオンの姿で現れるとされており、この記述に忠実な挿絵も記載されている。過去と未来のことをよく知り、また、機知や勇敢さを呼び起こす力を持つ。